# Mercado Municipal de Matosinhos
O Mercado Municipal de Matosinhos é um mercado localizado na cidade de Matosinhos, estando classificado como Monumento de Interesse Público desde 2013.
O projecto da autoria do grupo ARS – Arquitectos: Fortunato Cabral, Morais Soares e Cunha Leão, data de 1939. Foi inaugurado em 27 de maio de 1952.
A fachada norte está decorada com painéis cerâmicos da autoria de Américo Soares Braga (1909-1991).